# Меркатор (лунный кратер)
Кратер Меркатор (лат. Mercator) — большой древний ударный кратер в области юго-западного побережья Моря Облаков на видимой стороне Луны. Название присвоено в честь фламандского картографа и географа Герарда Меркатора (1512—1594) и утверждено Международным астрономическим союзом в 1935 г. Образование кратера относится к нектарскому периоду.

## Описание кратера

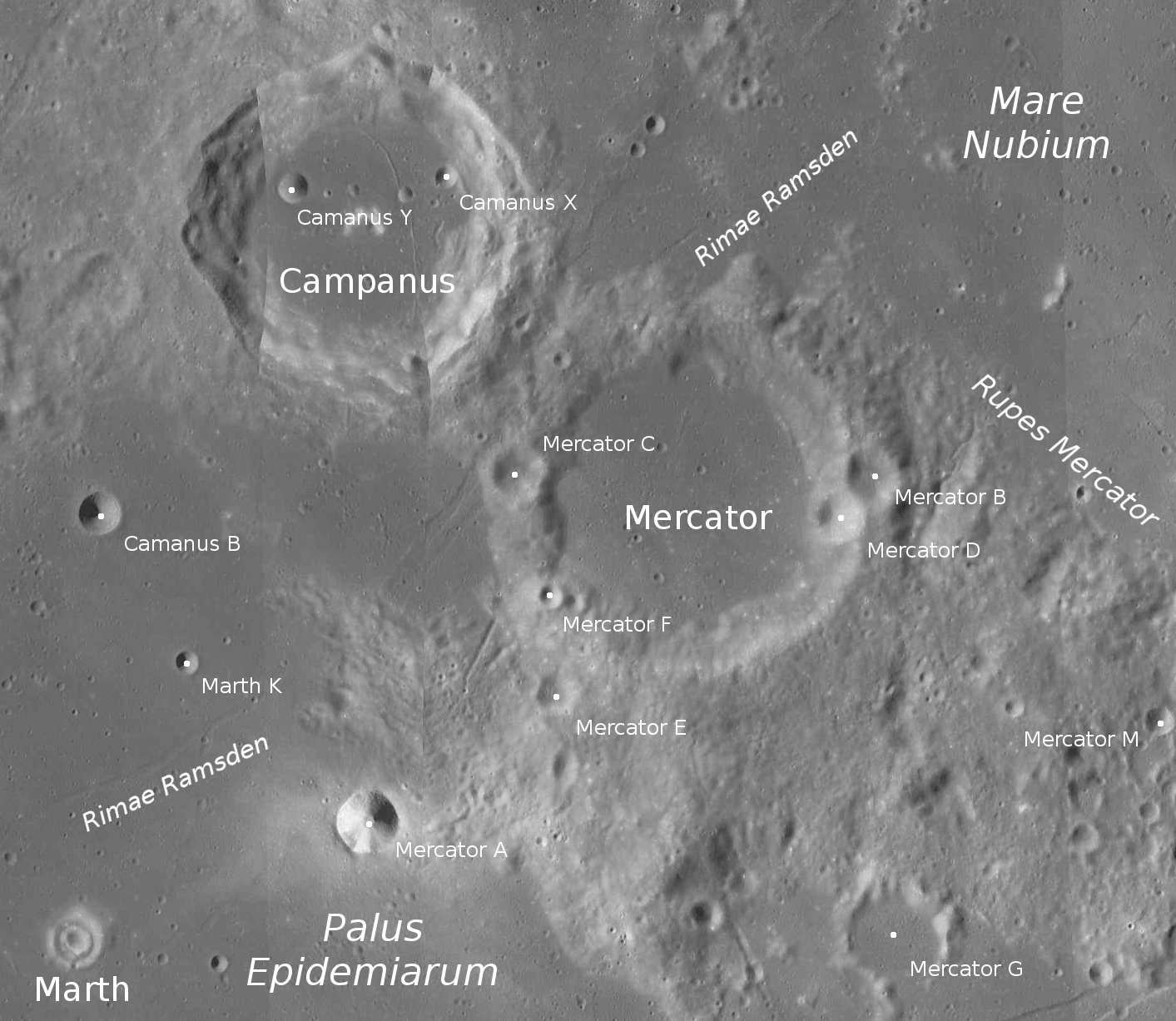
Окрестности кратера Меркатор. Снимок зонда Lunar Reconnaissance Orbiter.

Ближайшими соседями кратера являются кратер Кампано на северо-западе; кратер Кис на северо-востоке; кратер Вейс на востоке-юго-востоке; кратер Чекко Д’Асколи на юго-востоке; кратер Капуан на юге и кратер Рамсден на юго-западе. На юго-западе от кратера Меркатор находятся борозды Рамсдена; на северо-западе Море Влажности; вдоль северо-восточной части вала кратера проходит уступ Меркатора; на юге располагается борозда Гесиода и, за ней, Болото Эпидемий. Селенографические координаты центра кратера 29°15′ ю. ш. 26°07′ з. д. / 29,25° ю. ш. 26,11° з. д., диаметр 46,3 км, глубина 1100 м.
Кратер Меркатор полигональной формы и умеренно разрушен. Вал сглажен, в западной и восточной части перекрыт несколькими маленькими кратерами, северная часть вала частично разорвана, от южной части вала отходит протяжённый хребет. Внутренний склон вала широкий, с сглаженными остатками террасовидной структуры. Дно чаши затоплено и выровнено темной базальтовой лавой, приметных структур не имеет.

## Сателлитные кратеры
| Меркатор | Координаты                                            | Диаметр, км |
| -------- | ----------------------------------------------------- | ----------- |
| A        | 30°38′ ю. ш. 27°50′ з. д. / 30,64° ю. ш. 27,83° з. д. | 8,2         |
| B        | 29°10′ ю. ш. 25°12′ з. д. / 29,16° ю. ш. 25,2° з. д.  | 7,7         |
| C        | 29°09′ ю. ш. 27°02′ з. д. / 29,15° ю. ш. 27,04° з. д. | 7,7         |
| D        | 29°20′ ю. ш. 25°22′ з. д. / 29,33° ю. ш. 25,37° з. д. | 6,6         |
| E        | 30°06′ ю. ш. 26°51′ з. д. / 30,1° ю. ш. 26,85° з. д.  | 5,3         |
| F        | 29°40′ ю. ш. 26°53′ з. д. / 29,67° ю. ш. 26,88° з. д. | 3,1         |
| G        | 31°08′ ю. ш. 25°04′ з. д. / 31,13° ю. ш. 25,07° з. д. | 14          |
| K        | 30°38′ ю. ш. 22°47′ з. д. / 30,63° ю. ш. 22,78° з. д. | 3,9         |
| L        | 30°46′ ю. ш. 23°33′ з. д. / 30,77° ю. ш. 23,55° з. д. | 3,7         |

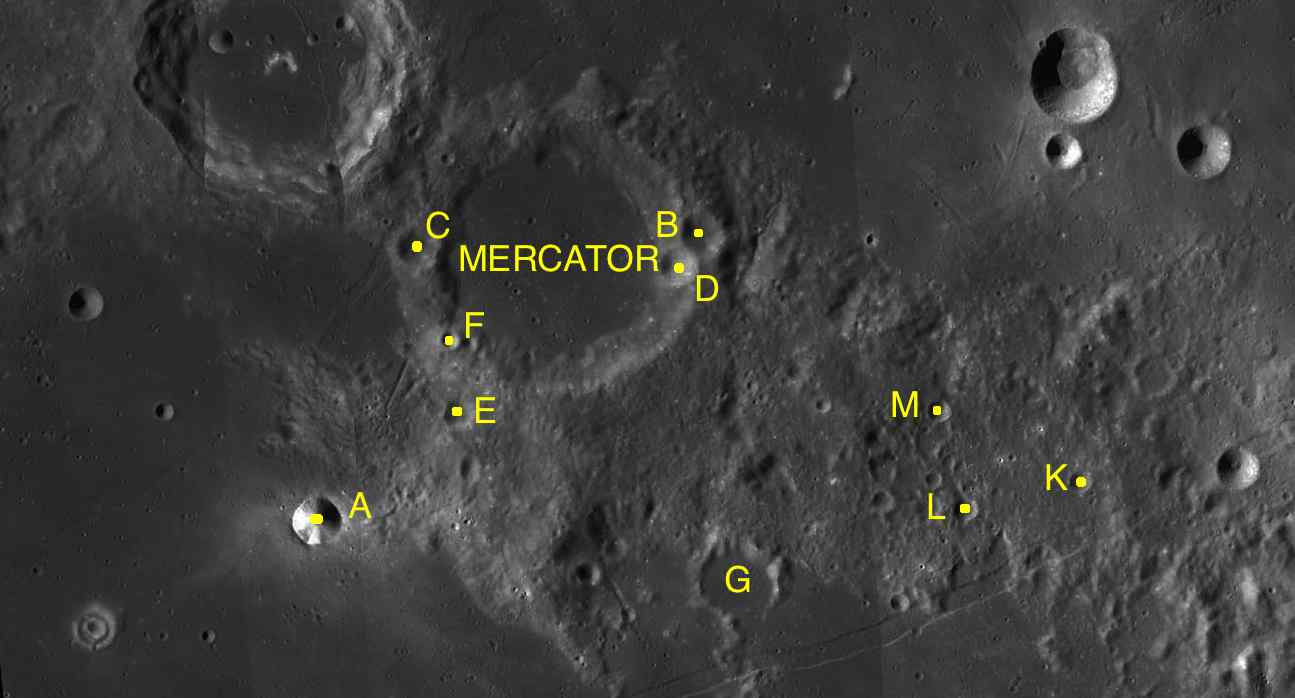
Фрагмент карты LAC-94.

- Сателлитный кратер Меркатор A включен в список кратеров с яркой системой лучей Ассоциации лунной и планетарной астрономии (ALPO)[5].